# همزن (دستگاه)

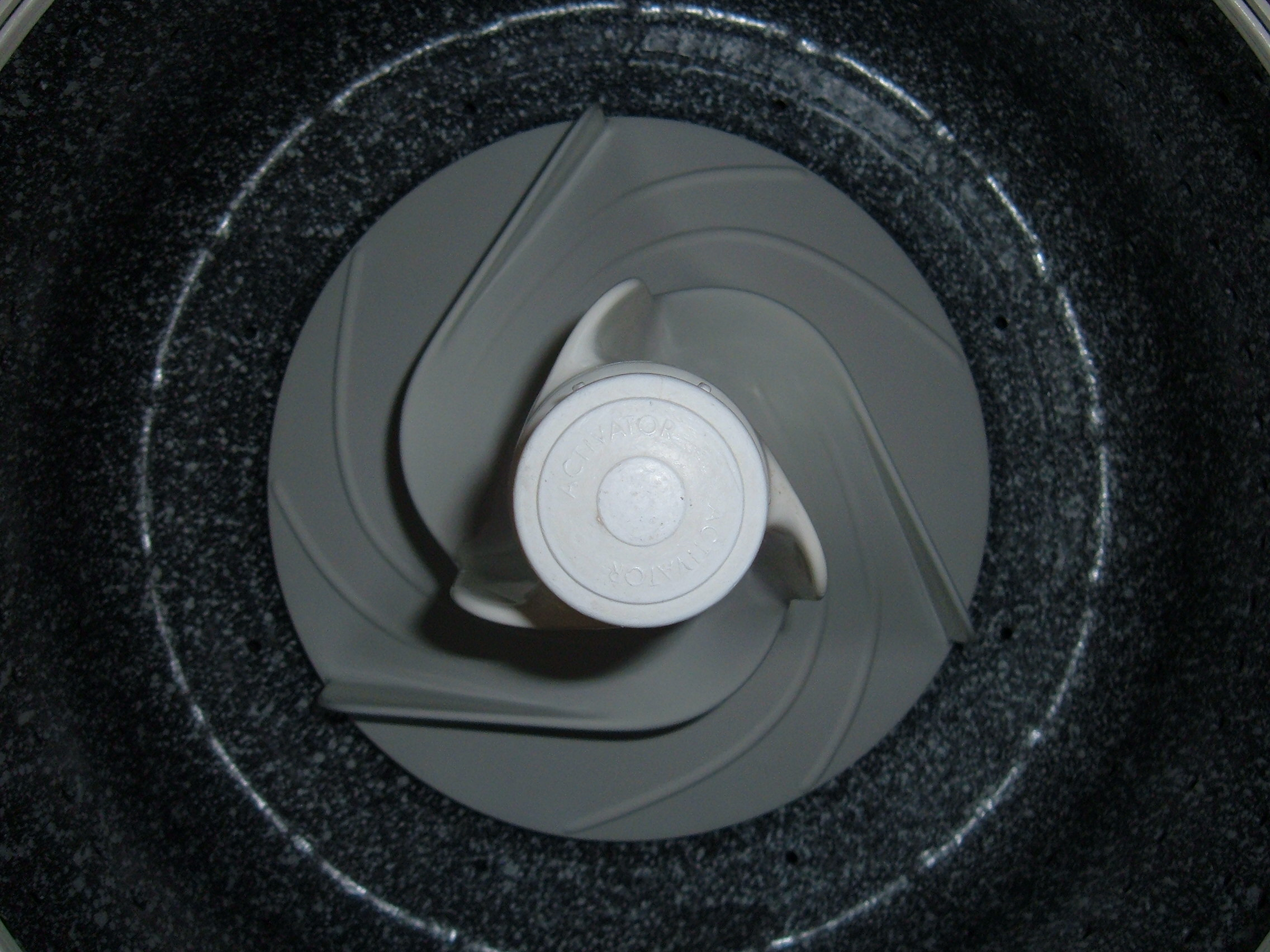
همزن برای ماشین لباسشویی

همزن وسیله یا سازوکاری است که با تکان دادن یا هم زدن، چیزی را به حرکت درمی‌آورد. انواع مختلفی از دستگاه‌های همزن وجود دارد، از جمله همزن‌های ماشین لباسشویی (که به جلو و عقب می‌چرخند) و همزن‌های مغناطیسی (که دارای یک میله مغناطیسی هستند که در یک میدان مغناطیسی می‌چرخند). همزن‌ها بستگی به کاربرد، می‌توانند در اندازه‌ها و انواع مختلفی باشند.
به‌طور کلی، همزن‌ها معمولاً از یک پروانه و یک محور تشکیل شده‌اند. پروانه، گردنده‌ای است که درون یک لوله یا مجرای متصل به محور قرار دارد. این به افزایش فشار برای جریان یافتن سیال کمک می‌کند. همزن‌های صنعتی نوین، کنترل فرایند را برای حفظ کنترل بهتر بر فرایند اختلاط در خود جای داده‌اند.